# スペース (企業)
株式会社スペース（英: SPACE CO., LTD.）は、東京都中央区に本社を置く、日本の大手ディスプレイデザイン会社で、商業施設をはじめとした多彩な空間づくりを手掛ける。業界首位の乃村工藝社、丹青社に次ぐ規模を誇る。

## 概要
主力は、ショッピングセンター、百貨店、専門店、飲食店など、商業施設の企画、設計、監理及び施工。そのほか、ホテルやオフィス、エンターテインメント施設、展示施設、観光施設、公園など公共施設の企画、設計、監理及び施工も手掛ける。また、内装監理業務やテナント誘致、木工什器の制作なども手掛ける。
本社・東京のほか、名古屋、大阪、福岡の主要4都市をはじめ、全国に14の事業拠点を持つなど、地域に密着した対応力が特長。

## 沿革
- 明治中頃にガラス商を創業
- 1948年（昭和23年）- 名古屋市西区においてカトウガラス株式会社を創立
- 1954年（昭和29年）- カトウ美装株式会社に社名変更。店舗の設計・施工の会社として本格的に活動を開始する
- 1965年（昭和40年）- 愛知県犬山市に自社工場設置（現・制作本部 犬山工場）
- 1972年（昭和47年）- 名古屋市に東海美装株式会社設立
- 1973年（昭和48年）- カトウ工芸株式会社設立
- 1974年（昭和49年）- カトウ美装は商号を株式会社カトウ開発に変更。同時に東海美装はカトウ美装の商号と営業を譲受
- 1976年（昭和51年）- 東京事務所設置
- 1978年（昭和53年）- 静岡事務所設置
- 1979年（昭和54年）- カトウ工芸は株式会社スペースシステム研究所に商号を変更
- 1980年（昭和55年）- 大阪事務所（現・大阪本部）設置、金沢事務所設置
- 1981年（昭和56年）- 東京事務所を東京カトウ美装株式会社に分離独立
- 1985年（昭和60年）- スペースシステム研究所は株式会社東京スペースに商号を変更し、東京カトウ美装株式会社の営業を譲受
- 1986年（昭和61年）- 香港にSPACE JAPAN CO.,LTD. 設立
- 1989年（平成元年）- 株式会社スペースに商号を変更
- 1991年（平成3年）- 株式会社東京スペース及び株式会社カトウ開発を吸収合併
- 1992年（平成4年）- 札幌事務所設置
- 1994年（平成6年）- 日本証券業協会に株式を店頭登録。横浜事務所設置、福岡事務所（現・福岡本部）設置
- 1996年（平成8年）- 松山事務所設置
- 1997年（平成9年）- 仙台事務所設置、広島事務所設置
- 1998年（平成10年）- 本社所在地を東京都中央区に変更
- 1999年（平成11年）- 東京証券取引所及び名古屋証券取引所市場第二部に上場
- 2010年（平成22年）- 上海にSPACE SHANGHAI CO.,LTD. 設立
- 2012年（平成24年）- 東京証券取引所市場第一部に上場
- 2016年（平成28年）- 沖縄事務所設置
- 2018年（平成30年）株式会社エム・エス・シーと資本業務提携
- 2022年（令和4年）- 東京証券取引所プライム市場へ移行
- 2024年（令和6年）- 沖縄スペース株式会社設立
- 2025年（令和7年）- ベトナムにSPACE JAPAN(VN) CO., LTD.設立、SPACE JAPAN CO., LTD.はSPACE JAPAN(HK) CO.,LTD.に商号を変更

## 歴代社長
- 初代（1948年～1958年）加藤たつ
- 二代目（1958年～1972年）山田嚆虎
- 三代目（1972年～1989年）加藤徳蔵
- 四代目（1989年～1995年）若林孝男
- 五代目（1995年～2001年）成田巖
- 六代目（2001年～2013年）加藤千寿夫
- 七代目（2013年～2018年）若林弘之
- 八代目（2019年～現在）佐々木靖浩

## 事業拠点
- 本社 - 東京都中央区日本橋人形町3-9-4
- 名古屋本部 - 名古屋市西区那古野2-2-1
- 大阪本部 - 大阪市西区靭本町3-8-10
- 福岡本部 - 福岡市博多区博多駅東3-10-22
- 制作本部 犬山工場 - 犬山市上榎島18-2
- 札幌事務所 - 札幌市中央区北4条西5-1-4　大樹生命札幌共同ビル10F
- 仙台事務所 - 仙台市青葉区中央4-2-16　仙台中央第一生命ビルディング4F
- 横浜事務所 - 横浜市神奈川区入江2-18　PPIH大口ビル4F
- 金沢事務所 - 金沢市駅西本町1-14-29　サン金沢ビル7F
- 静岡事務所 - 静岡市駿河区森下町1-35　静岡MYタワー7F
- 広島事務所 - 広島市中区銀山町3-1　ひろしまハイビル21 14F
- 松山事務所 - 松山市勝山町1-14-1　タウンビル2F

## 関係会社
- 株式会社エム・エス・シー（東京都港区）
- 沖縄スペース株式会社（沖縄県那覇市）
- SPACE SHANGHAI CO.,LTD.(上海)
- SPACE JAPAN(HK) CO.,LTD.(香港)
- SPACE JAPAN(VN) CO., LTD.(ベトナム)